# Peter Mráz (1975)
Peter Mráz (* 26. srpna 1975 Bratislava) je bývalý slovenský prvoligový fotbalový záložník a mládežnický reprezentant. Jeho otcem je bývalý fotbalový reprezentant Peter Mráz.

## Hráčská kariéra
V československé nejvyšší soutěži nastoupil za Inter Bratislava ve 33 utkáních a vstřelil 4 branky. Za Inter hrál i v nejvyšší soutěži SR (1993/94, 1995/96, 2001 a 2003–2004), během ZVS působil v druholigovém klubu FK Ozeta Dukla Trenčín. Nejvyšší soutěž hrál také v Rakousku za FC Admira Wacker Mödling (1996–1998) a v České republice na podzim 2000 ve Viktorii Plzeň.
Po skončení sezony 2004/05 začal nastupovat za menší rakouské a slovenské kluby: FC Stadlau (podzim 2005 a 2007/08), SC Raika Frauenkirchen (jaro 2006 a 2006/07), ASV Neudorf/Parndorf (2008/09 a podzim 2009), ŠK Tomášov (jaro 2010 a podzim 2010), SDM Domino (jaro 2011, 2011/12 a podzim 2012), ASK Kleinneusiedl-Enzersdorf/Fischa (jaro 2013), Weissenbach SC (2013/14, jaro 2015 a od jara 2016), SKV Altenmarkt (podzim 2014) a FC Jelka (podzim 2015).

## Ligová bilance
| Ročník                                   | Zápasy | Góly | Minuty | Klub                  |
| ---------------------------------------- | ------ | ---- | ------ | --------------------- |
| 1. československá fotbalová liga 1991/92 | 12     | 0    | –      | Inter Bratislava      |
| 1. československá fotbalová liga 1992/93 | 21     | 4    | –      | Inter Bratislava      |
| 1. slovenská fotbalová liga 1993/94      | –      | –    | –      | Inter Bratislava      |
| 1. slovenská fotbalová liga 1995/96      | –      | –    | –      | Inter Bratislava      |
| Rakouská fotbalová Bundesliga 1996/97    | 27     | 1    | 1477   | Admira Wacker Mödling |
| Rakouská fotbalová Bundesliga 1997/98    | 19     | 2    | 1264   | Admira Wacker Mödling |
| Gambrinus liga 2000/01                   | 7      | 1    | 601    | Viktoria Plzeň        |
| Mars superliga 2000/01                   | –      | –    | –      | Inter Bratislava      |
| Mars superliga 2001/02                   | –      | –    | –      | Inter Bratislava      |
| 1. slovenská fotbalová liga 2002/03      | –      | –    | –      | Inter Bratislava      |
| Corgoň liga 2003/04                      | –      | –    | –      | Inter Bratislava      |
| Corgoň liga 2004/05                      | –      | –    | –      | Inter Bratislava      |
| CELKEM 1. LIGA ČSFR                      | 33     | 4    | –      |                       |
| CELKEM 1. LIGA SR                        | –      | –    | –      |                       |
| CELKEM 1. RAK. LIGA                      | 46     | 3    | 2741   |                       |
| CELKEM 1. LIGA ČR                        | 7      | 1    | 601    |                       |